# Кумановски устанак
Кумановски устанак је био устанак српског народа почетком 1878. године у северној Македонији, којим је покушао да ослободи област из руку Османског царства и да се уједини са Кнежевином Србијом, која је била у рату са Турцима у то време. Са ослобођењем Ниша (децембра 1877) и Врања (јануара 1878), побуна је била активирана са герилским борбама.
Побуњеници су добијали тајну помоћ од Владе Србије, иако је устанак трајао само 4 месеца, све до њеног сузбијања од стране Турака.

## Догађаји
У ишчекивању српске војске, почетком 1878. народ кумановског и пчињског краја се, тежећи за ослобођењем, одметао на планине Козјак и Ђерман. Међутим, Арнаути су, чувши такође српске топове, почели да пљачкају српска села и тероришу српско становништво. Тако је група од 17 Арнаута упала у кућу Србина Арсе Стојковића из села Ослара. Арса је погинуо убијајући вођу банде, а цело село се убрзо узбунило, тако да ни један Арбанас није изашао из њега. Истовремено, друга арнаутска банда је напала кућу бујановачког кмета Ташка. 40 Арнаута је силовало Ташкове снаје и ћерке, док је он са синовима везан гледао срамоту. Када су се ослободили, Ташко и његови синови су узбунили Бујановац и образовали потеру. Код Челопека, Арнаути су пресретнути и убијени.
На збору у Куманову, народ је за вође изабрао попа Димитрија из Старог Нагоричана и Вељана Цветковића из Стрновца. Истог дана, устаници-четници су се спојили са српском војском под командом генерала Белимарковића. Читава Пчиња је устала у нади да ће се спојити са Србијом, али услед потписивања примирја између Русије и Турске, српска војска је била принуђена да стане код Ристовца. Услед успостављања границе, турски бегови, хоџе и војници су почели да се враћају, заједно са аскерима који су успоставили турску власт. Муслимански прваци су се састали на кумановском гробљу и одлучили да убију све што је српско у целом граду. Срби су, сазнавши ово, одлучили да организују отпор, на састанку у кући проте Димитрија. На састанку је написана молба кнезу Милану да се овај крај припоји Србији и да им се пошаље оружје за даљу борбу. Молба је пренета генералу Белимарковићу који је обећао две хиљаде пушака за устанике.
Преплашени, аскери нису ни смели да изађу из тврђаве. Али, од пошиљке оружја није било ништа, а како су Срби на збору у Куманову одбили понуђену амнестију, Порта је успела да, преко великих сила спречи Србију да помогне устанак. Паралелно са Турцима, и Бугари су радили на сламању устанка. Бугари, добивши од Руса обећање да ће имати државу од Црног до Јадранског мора, слали су своје агенте како би обесхрабрили четнике, али и поколебали њихову националну свест. Рад им је био олакшан путем аутономне цркве, Егзархије, чији су свештеници и монаси говорили становништву да они нису Срби него Бугари, да ће сви њихови крајеви ући у састав Велике Бугарске итд. Срби, непоколебани, шаљу молбе кнезу Милану. Молбе су слали Срби из Охрида, Гњилана, Скопља, па и сами четници са Ђермана.
Турска ипак одлучује, да угуши устанак у крви. Хафус-паша креће из Приштине ка Куманову са пет табора низама и са топовима. Како су устаници били типични герилци, тј. четници, доста их је изгинуло на Челопеку, а преостали су пребегли у Србију. Турци су спровели незапамћену одмазду, мушкарце су набијали на коље, жене силовали, а села палили. Велики број Српкиња је продат као робље, кобног 20. маја 1878.
Иако је устанак пропао, организоване су устаничке чете за даљи отпор. Посебно су се истакли својим јунаштвом нове четовође: Илија Черкез из Црвеног града, Спиро Црневић из околине Прилепа, Младен Стојковић са Козјака (звани Чакр-паша), као и Мицко Крстић из Латова код Пореча. Уз Вељана капетана и Јаћима Челопечког, сви су, осим младог Мицка Крстића, страдали пре 1882, задајући у међувремену велике муке турским властима.
Након смрти попа Димитрија у озлоглашеној Канли кули у Солуну, престаје организовани отпор устаника Османској власти.